# BP National Championships
BP National Championships – męski turniej tenisowy wchodzący w skład rozgrywek ATP World Tour rozgrywany na nawierzchni twardej w Wellington w latach 1988–1992.

## Mecze finałowe

### gra pojedyncza mężczyzn
| Rok  | Zwycięzca        | Finalista         | Wynik                   |
| 1992 | Jeff Tarango     | Aleksandr Wołkow  | 6:1, 6:0, 6:3           |
| 1991 | Richard Fromberg | Lars Jonsson      | 6:1, 6:4, 6:4           |
| 1990 | Emilio Sánchez   | Richey Reneberg   | 6:7, 6:4, 4:6, 6:4, 6:1 |
| 1989 | Kelly Evernden   | Shūzō Matsuoka    | 7:5, 6:1, 6:4           |
| 1988 | Ramesh Krishnan  | Andriej Czesnokow | 6:7, 6:0, 6:4, 6:3      |

### gra podwójna mężczyzn
| Rok  | Zwycięzcy                      | Finaliści                      | Wynik         |
| 1992 | Jared Palmer Jonathan Stark    | Michiel Schapers Daniel Vacek  | 6:3, 6:3      |
| 1991 | Luiz Mattar Nicolás Pereira    | John Letts Jaime Oncins        | 4:6, 7:6, 6:2 |
| 1990 | Kelly Evernden Nicolás Pereira | Sergio Casal Emilio Sánchez    | 6:4, 7:6      |
| 1989 | Peter Doohan Laurie Warder     | Rill Baxter Glenn Michibata    | 3:6, 6:2, 6:3 |
| 1988 | Dan Goldie Rick Leach          | Broderick Dyke Glenn Michibata | 6:2, 6:3      |